# Umhang farkasfalka
Az Umhang farkasfalka a Kriegsmarine tengeralattjárókból álló második világháborús támadóegysége volt, amely összehangoltan tevékenykedett 1942. március 10. és 1942. március 16. között az Atlanti-óceán északi részén, a sarki vizeken, Skandináviától északnyugatra. Az Umhang (Köpeny) farkasfalka három búvárhajóból állt, amelyek nem süllyesztettek el hajót. A tengeralattjárók nem szenvedtek veszteséget.

## A farkasfalka tengeralattjárói
| A hajó száma | Parancsnoka          | Részvétel kezdete | Részvétel vége    |
| ------------ | -------------------- | ----------------- | ----------------- |
| U–436        | Günther Seibicke     | 1942. március 10. | 1942. március 16. |
| U–454        | Burckhard Hackländer | 1942. március 10. | 1942. március 15. |
| U–546        | Max-Martin Teichert  | 1942. március 10. | 1942. március 15. |